# Stefan Arsenijević
Stefan Arsenijević, né le 11 mars 1977 à Belgrade en Serbie, est un réalisateur serbe.

## Filmographie
- 2002 : Mala jutarnja priča (court métrage)
- 2003 : (A)Torzia (court métrage)
- 2008 : Love and Other Crimes (Ljubav i drugi zločini) (long métrage)
- 2021 : As Far as I Can Walk (Strahinja Banović) (long métrage)

## Récompenses
- GoEast Prix de la ville de Wiesbaden - Meilleur réalisateur en 2008 pour le film Ljubav i drugi zločini
- Festival international du film de Sofia - Meilleur réalisateur en 2008 pour le film Ljubav i drugi zločini